# Římskokatolická farnost – děkanství Radonice
Římskokatolická farnost-děkanství Radonice (latinsky Radonicium) je zaniklá církevní správní jednotka sdružující římské katolíky v Radonicích a okolí. Organizačně spadala do krušnohorského vikariátu, který je jedním z deseti vikariátů litoměřické diecéze.

## Historie farnosti
Jedná se o tzv. starou farnost, jejíž datum založení není známo. Matriky jsou vedeny od roku 1618. Chybí také údaj o datu povýšení farnosti na děkanství.
Farnost existovala do 31. prosince 2012 jako součást kadaňského farního obvodu. Od 1. ledna 2013 zanikla sloučením do farnosti-děkanství Mašťov.

### Duchovní správcové vedoucí farnost
Začátek působnosti jmenovaného v duchovní správě farnosti od:
- 1626   Johannes Cometa, n. Como, o. 1607
- 1635   Jacobus Hildebrandt
- 17. 3. 1637 Jodocus Thomas Selge
- 5. 10. 1641   Leonardus Aurifaber
- 12. 5. 1645   Petrus Cruer, † 20. 11. 1646
- 1. 2.   1647   Thoma Josephus Cuculus, † 1666
- 23. 12. 1650  Wencenslaus Adalbertus Kraus + 1659
- 27. 8. 1659   Bartholomaeus de Tonnazoll et Zill, n. Muroni, o. 1647
- 31. 7. 1669   Georgius Franciscus Morik, n. Duderstadt, † 15. 12. 1684
- 1685   Johannes Georgius Wierl, n. Caaden., o. 1655, † 2. 7. 1688
- 1688   Joannes Joachimus Rick, n. 1645, † 26. 6. 1694
- 1694   Augustinus Bernhardus Liebscher, n. 1664 Klostergrab, o. 1686, † 21. 8. 1700
- 1700   Matthaeus Adalbertus Ursinus, n. 1648 Lusatii, o. 1677, † 11. 2. 1723
- 1723   Franciscus Antonius Seydl, n. Caaden., † 19. 9. 1744
- 21. 11. 1744   Joannes Wenceslaus Weber, † 4. 5. 1762
- 1762   Joannes Georgius Schicht, n. 1738 Saaz, † 30. 6. 1764
- 23. 8. 1764 Philippus Josephus Weyr, n. 1710  Böhm. Skalitz, † 26. 3. 1771
- 19. 4. 1771 Erasmus Dionysius Krieger, n. 1737 Maschaviae, † 27. 12 1792
- 3. 2. 1776   Wenc. Wagner, n. 1745 Radonitz, † 10. 3. 1796
- 1796   Joann. Steisky
- 1815   Franc. Amand. Helfert, n. 26. 1. 1779 Tachau, o. 6. 1. 1802, † 18. 1. 1850
  - 1835-1838 Robert Anton Pöpl, kaplan
- 1839   Adalb. Schöpke, n. 1. 5. 1791 Lelloviens., o. 23. 8. 1818, † 29. 10. 1844
- 1843   Franc. Amand. Helfert, n. 26. 1. 1779 Tachau, o. 6. 1. 1802, † 18. 1 1850
- 1851   Joann. Güntner, n. 10. 12. 1816 Eger., o. 26. 12. 1839, † 7. 4. 1871
- 1871   Adalbert. Aloys. Wagner, n. 8. 7. 1835 Ludic., o. 26. 7. 1858, † 13. 2. 1894
- 1895   Car. Victor. Powa, n. 4. 10. 1844 Bilin, o. 20. 7. 1869, † 15. 7. 1907
- 1908   Anton. Ambros, n. 9. 2. 1865 Gödesin, o. 25. 3. 1888, † 26. 3. 1943
- 1. 4. 1940 Franc. Sal. Dausch, n. 9. 1. 1904 Goerkau, o. 24. 6. 1934, † 13. 5. 1961
- 1. 12. 1946   Anton. Ferbas
- 4. 1. 1947   Rud. Armstark
- 10. 8. 1949 Franc. Janiš
- 1. 11. 1952   Steph. Sivák
- 1. 5.  1962    Tomáš Pirný
- 1. 8.  1969    Adalb. Al. Zlámal, OFM
- 1. 11. 1969   Bohumil Landsmann, CSsR
- 1. 2.  1970   Tomáš Pirný
- 24. 9. 1997   Richard Madej
- 15. 11. 1997 – 31. 12. 2012 Josef Čermák, admin. exc. z Kadaně[3]

Kromě kněží stojících v čele farnosti, působili ve farnosti v průběhu její historie i jiní kněží. Většinou pracovali jako farní vikáři, kaplani, katecheté, výpomocní duchovní aj.

## Území farnosti
Do farnosti náleželo území obcí:
- Blov (Flahe)[p 2]
- Háj (Gehae)[p 2]
- Kojetín (Koititz)[p 2]
- Miřetice u Vintířova (Meretitz)[p 2]
- Radechov (Radigau)[p 2]
- Radonice (Radonitz)[p 2]
- Ratiboř[4] (Rodbern)[p 2]
- Růžová[5] (Rosengarten)[p 2]
- Vidolice (Wiedelitz)[p 2]
- Vinaře (Weinern)[p 2]
- Vintířov (Winteritz)[p 2]
- Vlkaň[6] (Wilken)[p 2]
- Vojnín[7] (Wohnung)[p 2]
- Zahořany (Serles)[p 2]
- Ždov (Gestob)[p 2]

## Římskokatolické sakrální stavby a místa kultu na území farnosti
| | Fotografie | Stavba                          | Místo    | Bohoslužby                      | Zeměpisné souřadnice             | Status                                                                            | Číslo kulturní památky                      |
| Kostely | Kostely    | Kostely                         | Kostely  | Kostely                         | Kostely                          | Kostely                                                                           | Kostely                                     |
| --- | ---------- | ------------------------------- | -------- | ------------------------------- | -------------------------------- | --------------------------------------------------------------------------------- | ------------------------------------------- |
| 1. |            | Kostel Narození Panny Marie     | Radonice | bližší informace o bohoslužbách | 50°17′53″ s. š., 13°17′10″ v. d. | do 31. prosince 2012 farní kostel, poté filiální kostel farnosti-děkanství Mašťov | 18082/5-715 (Pk•MIS•Sez•Obr•WD) (Q21034356) |
| 2. |            | Kostel Narození Panny Marie     | Zahořany | bližší informace o bohoslužbách | 50°18′42″ s. š., 13°18′39″ v. d. | filiální kostel, hřbitovní                                                        | 38035/5-853 (Pk•MIS•Sez•Obr•WD) (Q21490546) |
| Kaple |            |                                 |          |                                 |                                  |                                                                                   |                                             |
| 3. |            | Kaple svaté Markéty             | Vintířov | bližší informace o bohoslužbách | 50°18′16″ s. š., 13°16′28″ v. d. | hřbitovní kaple                                                                   | 25092/5-855 (Pk•MIS•Sez•Obr•WD) (Q21598572) |
| 4. |            | Kaple Panny Marie Pomocné       | Vintířov | bližší informace o bohoslužbách | 50°18′40″ s. š., 13°16′33″ v. d. | kaple                                                                             | 42016/5-858 (Pk•MIS•Sez•Obr•WD) (Q19660690) |
| Zaniklé sakrální stavby |            |                                 |          |                                 |                                  |                                                                                   |                                             |
| 5. |            | Kostel sv. Bartoloměje          | Kojetín  | nelze sloužit                   | 50°18′35″ s. š., 13°13′41″ v. d. | zbořený filiální kostel                                                           | —                                           |
| 6. |            | Kaple Panny Marie Sedmibolestné | Blov     | nelze sloužit                   | 50°19′31″ s. š., 13°17′39″ v. d. | zbořená kaple                                                                     | —                                           |
| Některé drobné sakrální stavby a pamětihodnosti lze dohledat zde v databázi Drobné sakrální památky Zaniklé sakrální stavby lze dohledat zde v databázi Poškozené a zničené kostely, kaple a synagogy v České republice |            |                                 |          |                                 |                                  |                                                                                   |                                             |

Ve farnosti se mohou nacházet i další drobné sakrální stavby, místa římskokatolického kultu a pamětihodnosti, které neobsahuje tato tabulka.

## Galerie sakrálních pamětihodností ve farnosti

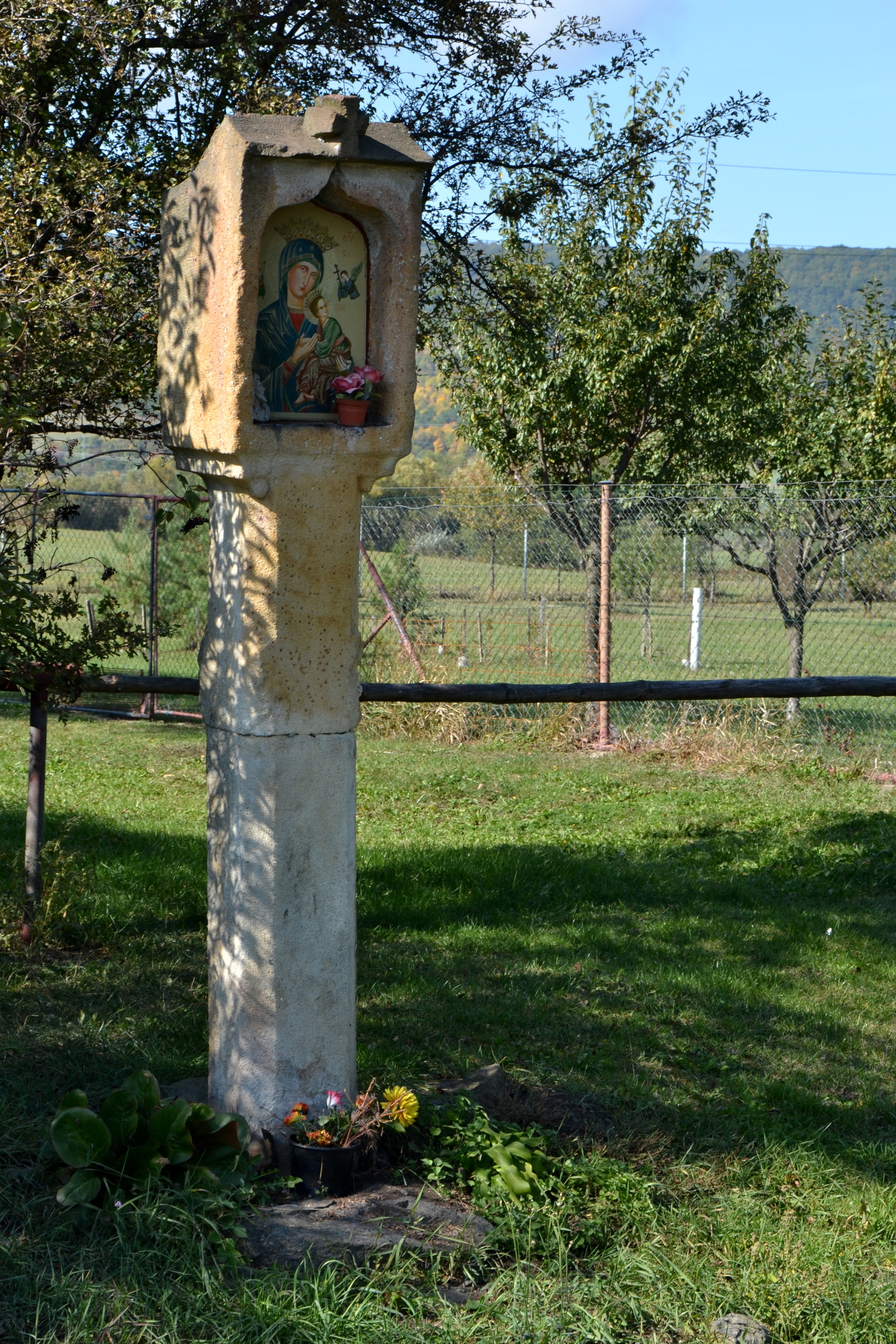
Kaplička s obrazem Panny Marie Matky ustavičné pomoc v Miřeticích u Vintířova
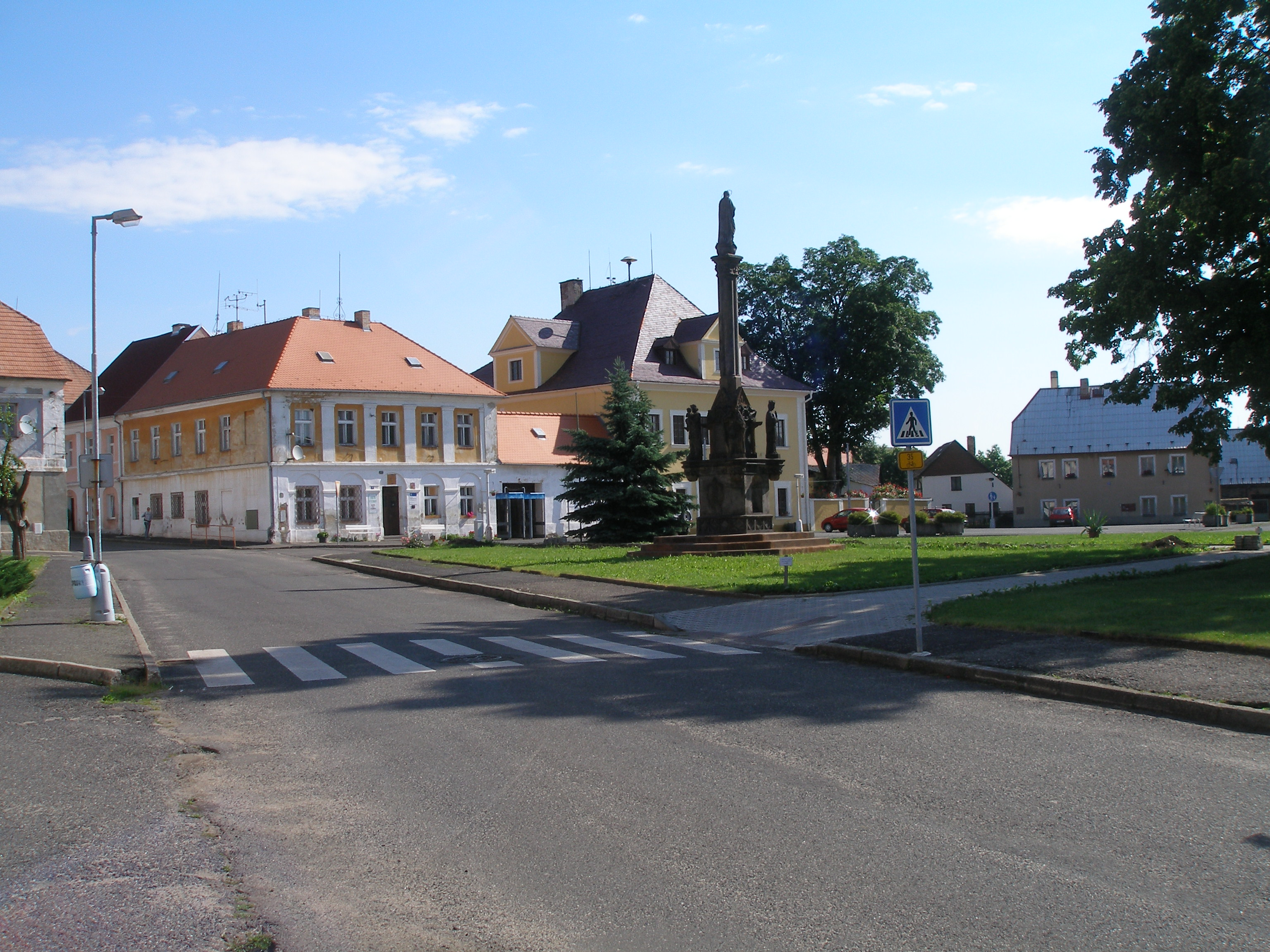
Mariánský sloup na náměstí v Radonicích
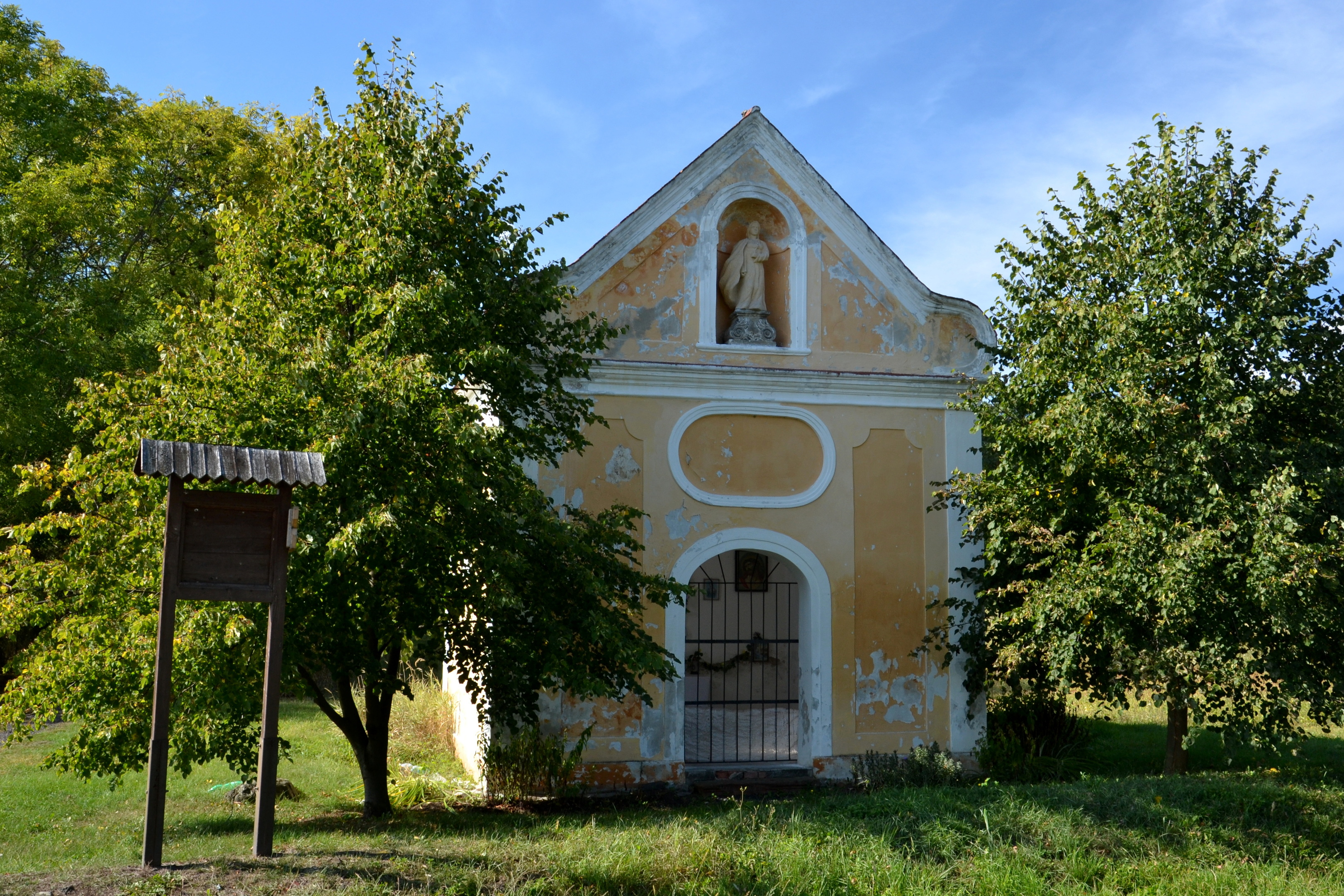
Kaplička Panny Marie ve Vintířově